# Petrophila confusalis
Petrophila confusalis là một loài bướm đêm trong họ Crambidae.